# Petrina Priceová
Petrina Priceová (* 26. dubna 1984 Greenacre, Nový Jižní Wales) je australská atletka, jejíž specializací je skok do výšky.
Prozatím největší mezinárodní úspěchy zaznamenala v juniorských kategoriích. V roce 2001 získala na mistrovství světa do 17 let v Debrecínu stříbrnou medaili a o rok později vybojovala na juniorském mistrovství světa v Kingstonu výkonem 187 cm bronzovou medaili.

## Úspěchy
| Rok  | Závod                             | Místo                    | Umístění    | Výkon  |
| ---- | --------------------------------- | ------------------------ | ----------- | ------ |
| 2000 | Mistrovství světa juniorů         | Santiago de Chile, Chile | 7.          | 1,80 m |
| 2001 | Mistrovství světa do 17 let       | Debrecín, Maďarsko       | 2.          | 1,81 m |
| 2002 | Mistrovství světa juniorů         | Kingston, Jamajka        | 3.          | 1,87 m |
| 2004 | HMS 2004                          | Budapešť, Maďarsko       | kvalifikace | 1,86 m |
| 2004 | Letní olympijské hry 2004         | Athény, Řecko            | kvalifikace | 1,80 m |
| 2006 | Hry Commonwealthu                 | Melbourne, Austrálie     | 9.          | 1,78 m |
| 2009 | Mistrovství světa v atletice 2009 | Berlín, Německo          | kvalifikace | 1,89 m |
| 2010 | HMS 2010                          | Dauhá, Katar             | kvalifikace | 1,85 m |

## Osobní rekordy
- hala – 186 cm – 6. březen 2004, Budapešť
- venku – 194 cm – 8. srpen 2009, Chotěbuz